# Xysticus kaznakovi
Xysticus kaznakovi là một loài nhện trong họ Thomisidae.
Loài này thuộc chi Xysticus. Xysticus kaznakovi được miêu tả năm 1968 bởi Utochkin.